# Aurel Negucioiu
Aurel Negucioiu (n. 13 mai 1930, comuna Pociovaliștea, jud. Gorj-d. 24 decembrie 2012, Cluj-Napoca) a fost un economist și profesor universitar român. Aurel Negucioiu a fost membru al Partidului Muncitoresc Român din 1954.

## Studii
- 1937-1942 Școala primară clasele I-V, Pociovaliștea;
- 1943-1949 Școala medie tehnică financiară Tg-Jiu;
- 1949-1953 Institutul de Științe Economice și Planificare „V. I. Lenin” București („Diplomă de Merit”).
- 1954-1958, Doctorat la Universitatea „Mihail Lomonosov”, Moscova.[1]

## Activitate
- 1953-1954 Institutul Agronomic și Institutul de Căi Ferate București, asistent universitar;
- 1958-1990 Universitatea „Babeș-Bolyai”, Catedra de Economie politică, (1958-1960 lector

universitar cu delegație de conferențiar; 1960-1970 conferențiar; 1970-1990
profesor universitar).
- Discipline predate: Economie politică, Microeconomie, Macroeconomie

În intervalele 1962 - 1974 și 1983 - 1985, Negucioiu era șeful catedrei de economie politică din cadrul facultății de economie. La căderea regimului comunist era membru al Comitetului Central al Partidului Comunist Român.